# Moșie

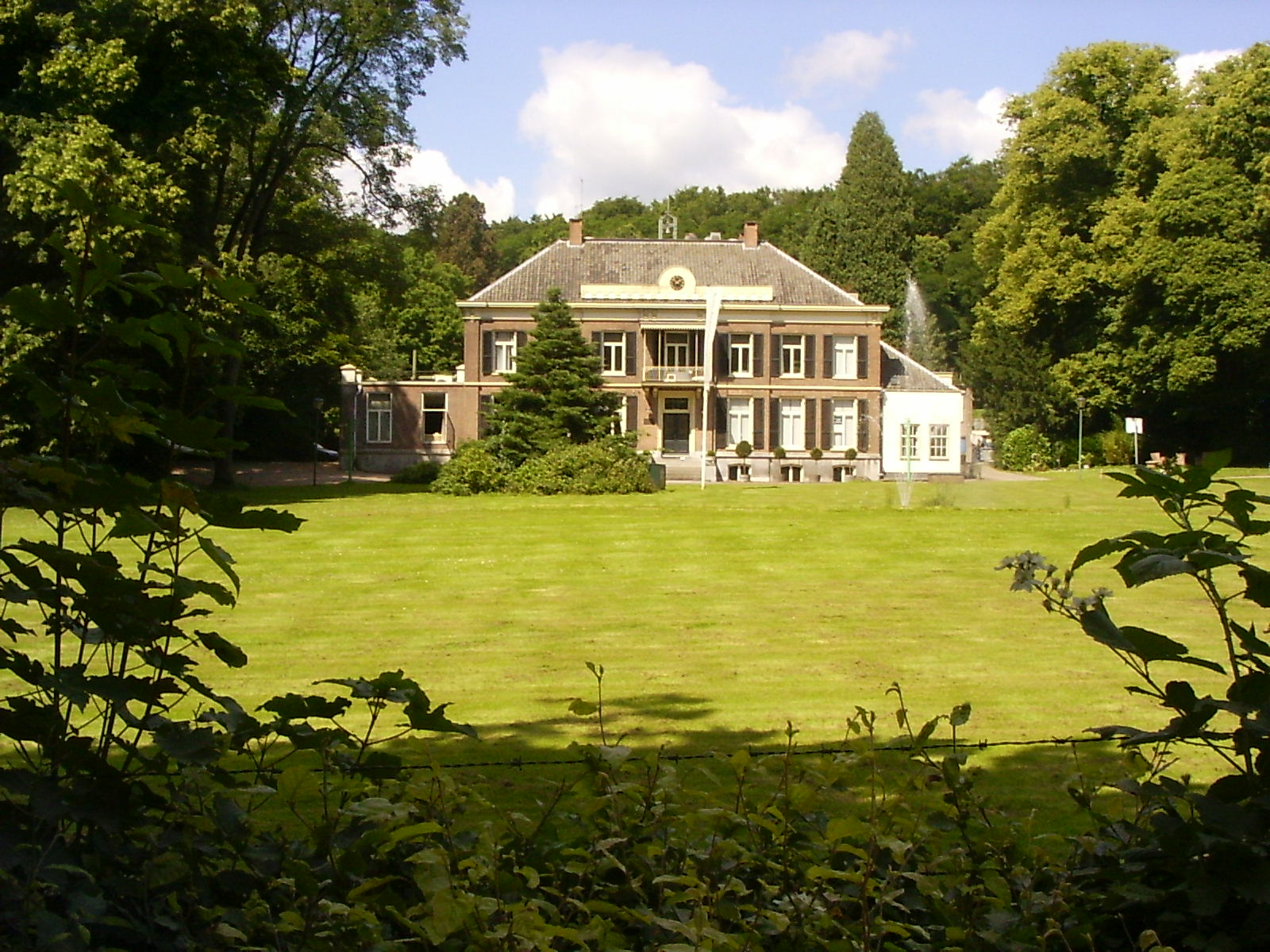
Conacul Mariëndaal, Oosterbeek (Olanda).

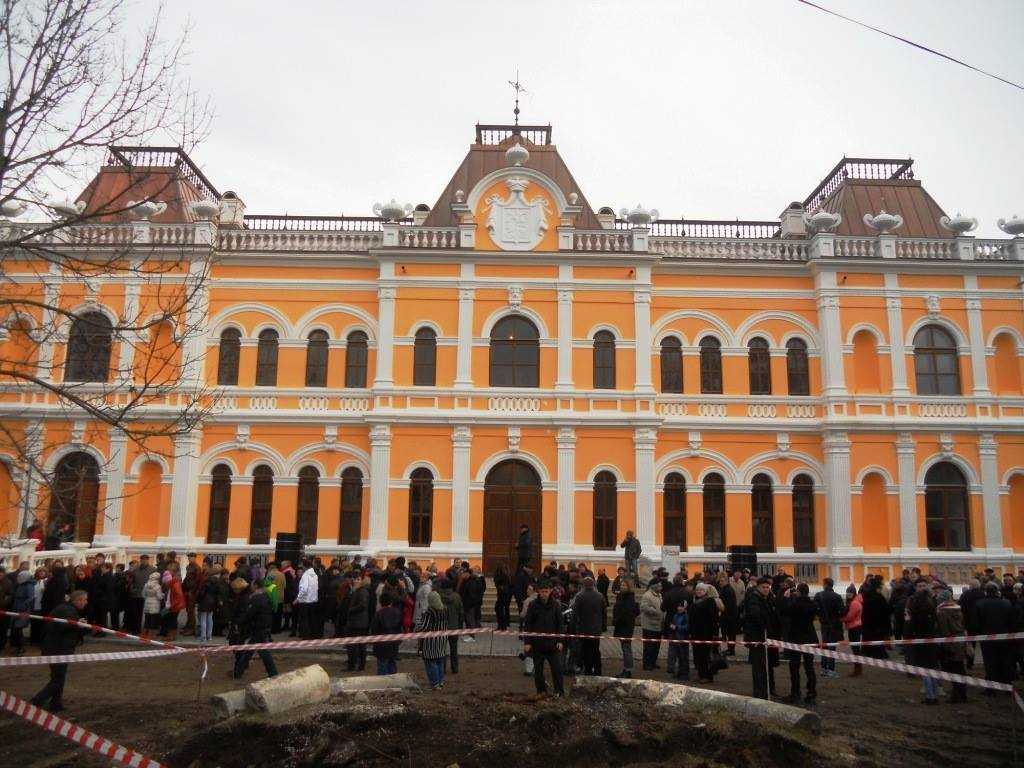
Conacul lui Manuc Bei din Hîncești, Republica Moldova.

O moșie cuprinde un grup de case (sau un conac) cu dependințele și curtea aferentă, cu terenurile agricole, livezile, pădurile și celelalte terenuri care le înconjoară, constituind proprietatea funciară stăpânită de un moșier, de o mănăstire etc. Moșia era, de obicei, dobândită prin moștenire, dar putea fi și cumpărată, donată etc.
Termeni similari pentru moșie sunt domeniu sau latifundiu.